# ファブリシオ・ケイスケ・ホドリゲス・オーヤ
ファブリシオ・オーヤ（Fabrício Oya）ことファブリシオ・ケイスケ・ホドリゲス・オーヤ（ポルトガル語: Fabrício Keiske Rodrigues Oya、1999年7月23日 - ）は、ブラジルのサッカー選手。ポジションはMF。
比嘉リカルドのいとこにあたる。

## クラブ歴
12歳でSCコリンチャンス・パウリスタの下部組織に加入。中学時代にはエースとして活躍し、2015年6月にプロ契約を締結。この頃にはリヴァプールFCからオファーが来ていたが、これを断っている。2016年にもガーディアンのNext Generation 2016の一人に選出された。
2019年3月21日に行われたカンピオナート・パウリスタでジャジソンに代わって投入され、トップチーム初出場。その後、ECサンベントに期限付き移籍した。
2020年はオエステFCに期限付き移籍。

## 代表歴
ブラジルU-20代表として第45回トゥーロン国際大会に参加。背番号は10番を背負った。なおこの大会では彼以外にもガブリエウ・カズが日系ブラジル人選手として参戦していた。